# Dub ve Slapanech
Dub ve Slapanech je památný strom, dub letní (Quercus robur) v zaniklé vsi Slapany (dnes osada Slapany), za plotem zahrady čp. 308. Roste nad levým břehem Odravy, necelých 700 metrů od státní hranice s Německem (Bavorskem) v jižním cípu přírodního parku Smrčiny v okrese Cheb v Karlovarském kraji. Impozantní solitérní strom patří mezi nejmohutnější stromy na Chebsku. Strom je v dobrém zdravotním stavu, obvod nápadného sloupovitého kmene měří 614 cm, bohatá koruna dosahuje do výšky 27 m (měření 2014).
Za památný byl vyhlášen v roce 2008 jako strom významný stářím a vzrůstem. 

## Stromy v okolí
- Duby a javor nad zámkem
- Chebský dub